# Rodolfo Rivademar
Rodolfo Ricardo Rivademar Bravo (* 19. Oktober 1927 in Buenos Aires; † 15. Oktober 2013) war ein argentinischer Segler.

## Erfolge
Rodolfo Rivademar nahm zweimal an Olympischen Spielen teil. Bei den Olympischen Spielen 1948 in London war er in der 6-Meter-Klasse Crewmitglied des argentinischen Bootes Djinn unter Skipper Enrique Sieburger senior. Mit 5120 Punkten gewannen Sieburger senior und seine Crew, zu denen neben Rivademar noch Emilio Homps, Julio Sieburger, Rufino Rodríguez de la Torre und Enrique Sieburger junior gehörten, hinter den US-amerikanischen Olympiasiegern um Skipper Herman Whiton und vor dem von Tore Holm angeführten schwedischen Boot die Silbermedaille. 1964 gehörte er in Tokio im Drachen zur Crew von Jorge Salas Chávez, mit dem er den zehnten Platz belegte.
Bei den Panamerikanischen Spielen 1963 in São Paulo gewann Rivademar im Drachen mit Jorge Salas Chávez und Fernando Sanjurjo die Goldmedaille.